# Горна Вереница
Го̀рна Веренѝца е село в Северозападна България. То се намира в община Монтана, област Монтана.

## История
Името Вереница някои обясняват с това, че тук имало варници за печене на вар, други, че произлиза от наредените като в редица селища (и по-конкретно Долна Вереница и Горна Вереница) по северния склон на Широка планина, както се нареждат жерави. Първите исторически жители в това село били траките. Като проникнали на Балканския полуостров, римляните наложили властта си първо над траките, които са южно от Хемус (Стара планина). Тогава те търгували като мирни търговци с траките в днешните северозападни български земи. Те носели своите сребърни римски републикански монети. Срещу тях закупували животни и други произведения на селското стопанство

## Културни и природни забележителности
В селото се намира църквата „Св. Никола“, която е национален паметник на културата. Тя е еднокорабна, едноапсидна и вкопана с три стъпала надолу. Има малки прозорци (мазгали) – два на южната и един на северната страна. Църквата има полуцилиндрично засводяване и е покрита с каменни плочи.